# قطع دست در جمهوری اسلامی ایران
قطع دست مجازاتی است که براساس قانون مجازات اسلامیِ حکومت جمهوری اسلامی ایران و آیهٔ ۳۸ سورهٔ مائده، در مورد دزدها اعمال می‌شود.
براساس ماده ۱۹۸ قانون مجازات اسلامی، حکم قطع دست دربارهٔ سارقی اجرا می‌شود که به حد بلوغ شرعی رسیده باشد، در حال سرقت عاقل باشد و بداند که مال غیر است و ربودن آن حرام است. همچنین در این قانون آمده است که سرقت در سال قحطی صورت نگرفته باشد، سارق مال را به عنوان دزدی برداشته باشد و مال دزدی از اموال دولتی و وقف و مانند آن که مالک شخصی ندارد نباشد و ارزش آن هم از یک چهارم گرم طلا بیشتر باشد.
مجازات‌هایی مانند سنگسار، قطع اندام‌های بدن و شلاق، که حقوقدان‌ها آن‌ها را مصداق‌های تنبیه‌های غیرانسانی و مغایر فرهنگ قضایی جهان می‌دانند، در قانون جمهوری اسلامی وجود دارد و گاه به اجرا گذاشته می‌شود.
روز چهارشنبه ۱ تیر ۱۴۰۱ سخنگوی دفتر حقوق بشر سازمان ملل از ایران خواست هر چه زودتر در قوانین کیفری خود بازنگری کرده و از اجرای احکامی چون قطع عضو، شلاق و سنگسار خودداری کند.

## دیدگاه‌ها
سید حسین طباطبایی بروجردی دربارهٔ حد سرقت می‌نویسد:
مسئله ۲۸۰۶- کسی که مکلف و عاقل است اگر چهار نخود و نیم طلای سکّه‌دار یا چیز دیگری را که به این مقدار ارزش دارد بدزدد. چنانچه شرطهایی را که در شرع برای آن معیّن شده دارا باشد، در دفعه اول باید چهار انگشت دست راست او از بیخ ببرند و کف دست و شست او را بگذارند و در دفعه دوم بنابر احتیاط باید پای چپ او را از وسط قدم ببرند و در دفعه سوم باید او را حبس کنند تا بمیرد و چنانچه مال دارد خرج او را از مال خودش و اگر ندارد از بیت‌المال بدهند و در صورتی که در زندان دزدی کند، باید او را بکشند.
سید محمد جواد غروی استدلال می‌کند که چون معنای آیه در معنای ید مجمل است، غرض، صدور حکم بریدن دست نبوده و معتقد است ید در آیه به معنای قدرت بکار رفته زیرا آن که می‌دزدد با تکیه بر مقام و منصب و قدرتی است که توان و ابزار و امکان دزدیدن را برایش فراهم می‌آورد؛ بنابراین باید دست او را از مقام و قدرت قطع نمود یعنی توان و ابزار دزدی را از او گرفت و اگر کسی به جهت نیاز و فقر دست به دزدی زد، حرج و گناهی بر او نیست و با توسعه عدالت و عادلانه ثروت باید دست او را هم از این کار قطع نمود. این معنی در لغت و ادب و روایت وارد است.

## احکام صادره
- در تاریخ ۲۸ دی ۱۳۹۶ حکم قطع دست یک نفر که در سال ۱۳۹۰ به اتهام دزدی گوسفند دستگیرشده بود و در آن زمان ۲۸ سال داشت در زندان مرکزی مشهد به اجرا درآمد.[۸][۹]

عفو بین‌الملل از گزارش‌هایی مبنی بر قطع دست یک مرد متهم به دزدی شوکه و خشمگین شده است. ماگدالینا مقربی معاون مدیر عفو بین‌الملل در امور خاورمیانه و شمال آفریقا گفت: «انجام چنین مجازات‌های بی رحمانه عدالت نیست و نشان‌دهندهٔ بی‌توجهی کامل مقامات ایرانی به کرامت انسانی می‌باشد. هیچ جایی برای چنین وحشیگری در یک نظام عدالت کیفری وجود ندارد.» او اضافه کرد: «قطع عضو یک عمل شکنجه صریح و آشکار می‌باشد. انجام شکنجه تحت قانون بین‌الملل یک جرم می‌باشد.»
- در تیرماه ۱۳۹۶ برای فردی که متهم به دستبرد به خانه یک قاضی در تهران است، حکم قطع دست صادر شد. در تحقیقات انجام شده مشخص شد که متهم پیش از این به جرم سرقت در زندان بوده و در ایام مرخصی در خارج از زندان اقدام به سرقت می‌کرده است.[۱۱]
- در ۲۹ فروردین ۱۳۹۶ یک زندانی با اتهام قتل و سرقت، در زندان عادل آباد شیراز ده روز پس از اجرای حکم «قطع دست»، اعدام شد.[۱۲]
- در ۵ دی ۱۳۹۵ حکم قطع چهار انگشت دست دو برادر زندانی در ارومیه اجرا شد.[۱۳]
- در ۲۸ آذر ۱۳۹۴ حکم قطع انگشتان دست یک سارق در شیراز، در ملاء عام اجرا شد.[۱۴]
- در ۱۳ مرداد ۱۳۹۴ حکم قطع دست و پای یک نفر در زندان مشهد به‌اجرا درآمد.[۱۵]
- حکم قطع دست دو سارق در مشهد اجرا شد. در ۷ تیر ۱۳۹۴[۱۶]
- در ۷ بهمن ۱۳۹۱ دادستان انقلاب مازندران اعلام کرد قطع چهار انگشت یک «سارق»، در زندان ساری اجرا شد.[۱۷]
- در ۵ بهمن ۱۳۹۱ حکم قطع چهارانگشت دست یک «سارق» در شیراز اجرا شد.[۱۷]
- در ۲۴ آذرماه ۱۳۹۱ غلامحسین حیدری، رئیس کل دادگستری استان یزد، از «اجرای حد اسلامی و قطع چهار انگشت دست» دو نفر در یزد و در ملاء عام خبر داد.[۱۷]
- در ۲۵ شهریور ۱۳۸۹ پس از قطع دست پنج نفر در زندان همدان به جرم دزدی، دادستان همدان گفت بهتر بود اجرای این حکم در ملاعام صورت می‌گرفت؛ ولی به باور محمد مصطفایی حقوق‌دان ساکن تهران اجرای چنین احکامی تبلیغ علیه ایران است.[۱۸]
- در ۱۲ تیر ۱۳۸۹ قطع دست یک نفر در زندان ملایر اجرا شد.[۱۹]
- در ۲۶ فروردین ۱۳۸۶ رسانه‌های ایران به نقل از دادستان ماهشهر گزارش کردند که دست و پای یک زندانی که همدست یک سارق مسلح اعدام شده در این شهر بود، قطع شده است.[۲۰]
- در ۴ تیر ۱۳۹۹ حکم قطع چهار انگشت دست راست سه زندانی به نام‌های هادی رستمی، مهدی شاهیوند، و مهدی شرفیان هفت‌چشمه به اتهام «چهار فقره سرقت حدی» توسط دیوان عالی کشور تأیید شد.[۲۱][۲۲][۲۳][۲۴]
- روز پنجشنبه ۱۳ آذر ۱۳۹۹ سازمان عفو بین‌الملل با انتشار گزارشی از مقامات ایرانی خواست بی‌درنگ اجرای احکام قطع انگشتان دست شش زندانی به‌نام‌های هادی رستمی، مهدی شرفیان، مهدی شاهیوند، کسری کرمی، شهاب تیموری آینه، و مهرداد تیموری آینه را متوقف کند.[۲۵] شامگاه دوشنبه، ۲۹ دی ۱۳۹۹ هادی رستمی محکوم به قطع چهار انگشت دست راست در زندان ارومیه در اعتراض به تداوم نگهداری در بند امن زندان ارومیه با خوردن شیشه شکسته «اقدام به خودکشی کرد». وی به بیمارستان منتقل شد.[۲۶]
- حکم قطع چهار انگشت دست راست شهاب تیموری (متولد ۱۹ خرداد ۱۳۶۴) و مهرداد تیموری (۳۰ شهریور ۱۳۶۹) اهل سرپل ذهاب و ساکن کرج به اتهام یک فقره سرقت علی‌رغم اعتراض وکلای تسخیری هشتم آبان ۱۴۰۳ اجرا شد.[۲۷][۲۸]
- حکم قطع دست دو سارق در روز بیستم خرداد ۱۴۰۴ در اصفهان اجرا شد. [۲۹][۳۰]

## واکنش‌ها
- سخنگوی دفتر حقوق بشر سازمان ملل گفت: «ما عمیقاً نگران قطع قریب‌الوقوع انگشتان هشت مردی هستیم که به جرم سرقت در ایران محکوم شده‌اند و از مقامات ایرانی می‌خواهیم که قطع عضوهای برنامه‌ریزی شده را لغو کنند.» اسامی هفت نفر از آنها به نام‌های هادی رستمی، مهدی شرفیان، مهدی شاهیوند، امیر شیرمرد، مرتضی جلیلی، ابراهیم رفیعی، یعقوب فاضلی کوشکی شناسایی شده‌اند.[۵]